# Nicaraguanische Fußballnationalmannschaft
Die nicaraguanische Fußballnationalmannschaft ist die Fußballnationalmannschaft des zentralamerikanischen Staates Nicaragua. Sie zählt zu den erfolglosesten Fußballmannschaften Zentralamerikas. Bisher ist es der Mannschaft noch nicht gelungen, sich für eine Fußball-Weltmeisterschaft zu qualifizieren. Die erste Qualifikation für den CONCACAF Gold Cup wurde 2009 erreicht, zur Qualifikation reichte der 5. Platz beim UNCAF Nations Cup 2009. Auch 2017 gelang die Qualifikation, allerdings wurden alle Spiele der Gruppenphase verloren.

## WM-Qualifikation
Im Rahmen der Qualifikation zur Fußball-Weltmeisterschaft 2010 in Südafrika traf das Team in der ersten Runde der CONCACAF-Zone auf die Nationalmannschaft der Niederländischen Antillen, die 21 Plätze unter Nicaragua in der FIFA-Weltrangliste stand. Nachdem Nicaragua bereits alle drei früheren Begegnungen gegen die Niederländischen Antillen verloren hatte, gingen auch die beiden Qualifikationsspiele im Februar 2008 zu Hause in Diriamba mit 0:1 und auswärts 0:2 verloren. Somit war die Auswahl bereits in der ersten Runde ausgeschieden.

## Turniere

### Weltmeisterschaft
- 1930 bis 1990 – nicht teilgenommen
- 1994 – In der Qualifikation zur WM 1994 schied man in der Zentralzone der 1. Runde mit 0:0 und 0:2 gegen Honduras aus.
- 1998 – In der Qualifikation zur WM 1998 in Frankreich traf man in der Zentralzone der Vorrunde auf Guatemala und zog mit 0:1 und 1:2 den Kürzeren.
- 2002 – In der Qualifikation zur WM 2002 in Japan und Südkorea wurde man in der Zentralzone 2 der 1. Runde gegen Panama und Honduras gelost. Schied aber nach 4 Niederlagen als Gruppenletzter aus.
- 2006 – In der Qualifikation zur WM 2006 in Deutschland traf man in der 2. Runde auf St. Vincent und die Grenadinen und schied mit 2:2 und 1:4 aus.
- 2010 – In der Qualifikation zur WM 2010 in Südafrika traf man in der 1. Runde auf die Niederländischen Antillen und schied auch dort mit 0:1 und 0:2 aus.
- 2014 – In der Qualifikation zur WM 2014 in Brasilien traf man in der 2. Runde auf Panama und Dominica. Nach 2 Siegen aus 4 Spielen schied man als Gruppenzweiter aus.
- 2018 – In der Qualifikation setzte sich die Mannschaft in der ersten Runde im März 2015 mit 5:0 und 3:0 gegen Anguilla durch und traf in der zweiten Runde auf Suriname. Dort qualifizierte man sich mit 1:0 und 3:1 für die 3. Runde, in der man mit 3:2 und 0:2 gegen Jamaika ausschied.
- 2022 – In der Qualifikation wurde die Mannschaft für die erste Runde in eine Gruppe mit Haiti, Belize, St. Lucia, das aber im März 2021 zurückzog, sowie die Turks- und Caicosinseln gelost. Nach zwei Siegen ohne Gegentor wurde das entscheidende Spiel um den Gruppensieg gegen Haiti mit 0:1 verloren, so dass die Mannschaft ausschied.

### CONCACAF Meisterschaft

#### CONCACAF-Nations-Cup
Ab 1973 diente das Turnier auch als WM-Qualifikation.
- 1963 – Vorrunde
- 1965 – nicht qualifiziert
- 1967 – 6. Platz
- 1969 – nicht teilgenommen
- 1971 bis 1989 – nicht teilgenommen

#### CONCACAF Gold Cup
- 1991 – nicht teilgenommen
- 1993 – nicht qualifiziert
- 1996 – nicht teilgenommen
- 1998 bis 2007 – nicht qualifiziert
- 2009 – Vorrunde
- 2011 bis 2015 – nicht qualifiziert
- 2017 –  Vorrunde
- 2019 – Vorrunde
- 2021 – nicht qualifiziert
- 2023 – disqualifiziert von der CONCACAF

### UNCAF Nations Cup
- 1991 – nicht teilgenommen
- 1993 – nicht qualifiziert
- 1995 – nicht teilgenommen
- 1997 – Vorrunde
- 1999 – Vorrunde
- 2001 – Vorrunde
- 2003 – 6. Platz
- 2005 – Vorrunde
- 2007 – 6. Platz
- 2009 – 5. Platz

### Zentralamerikameisterschaft
Die Fußball-Zentralamerikameisterschaft ist Nachfolger des UNCAF Nations Cups.
- 2011 – 6. Platz
- 2013 – 7. Platz
- 2014 – 6. Platz
- 2017 – 5. Platz

## Trainer
- Mauricio Cruz (1993–2001)
- Maurizio Battistini (2002–2004)
- Marcelo Zuleta (2005–2006)
- Carlos de Toro (2006–2007)
- Mauricio Cruz (2008)
- Ramón Olivas (2008–2009)
- Enrique Llena (2010–2014)
- Javier Londoño (2014)
- Henry Duarte (2014–2020)
- Juan Vita (2020–2022)
- Marco Antonio Figueroa (seit 2022)

## Rekordhalter
Stand: 26. Mai 2024, Quelle: rsssf.org

### Rekordspieler
| Rang | Name                 | Einsätze | Tore | Position          | Zeitraum  |
| ---- | -------------------- | -------- | ---- | ----------------- | --------- |
| 01.  | Josué Quijano        | 93       | 3    | Abwehr            | 2011–0000 |
| 02.  | Juan Barrera         | 87       | 24   | Angriff           | 2009–0000 |
| 03.  | Manuel Rosas         | 60       | 2    | Abwehr            | 2013–0000 |
| 04.  | David Solorzano      | 49       | 1    | Abwehr/Mittelfeld | 1999–2014 |
| 05.  | Carlos Chavarría     | 44       | 11   | Angriff           | 2013–0000 |
| 06.  | Luis Copete          | 39       | 3    | Angriff           | 2014–0000 |
| 06.  | Denis Espinoza       | 39       | 1    | Tor               | 2004–2013 |
| 08.  | Marlon López         | 38       | 0    | Mittelfeld        | 2015–0000 |
| 09.  | Carlos Alonso        | 37       | 0    | Abwehr            | 2000–2010 |
| 10.  | Jaime Moreno         | 36       | 10   | Angriff           | 2016–0000 |
| 11.  | Erick Tellez Fonseca | 34       | 0    |                   | 2011–0000 |
| 12.  | Byron Bonilla        | 33       | 6    | Angriff           | 2016-0000 |
| 12.  | Dany Cadena          | 33       | 3    | Angriff           | 2014-0000 |
| 12.  | Luis Galeano         | 33       | 5    | Angriff           | 2015-0000 |
| 12.  | Justo Lorente        | 33       | 0    | Tor               | 2013–2019 |

### Rekordtorschützen
| Rang | Name                    | Tore | Einsätze | Zeitraum  |
| ---- | ----------------------- | ---- | -------- | --------- |
| 01.  | Juan Barrera            | 24   | 87       | 2009–0000 |
| 02.  | Emilio Palacios         | 11   | 26       | 2001–2009 |
| 02.  | Carlos Chavarría        | 11   | 44       | 2013–0000 |
| 04.  | Jaime Moreno            | 10   | 36       | 2016-0000 |
| 05.  | Raúl Leguias            | 08   | 23       | 2010–2016 |
| 06.  | Matias Moldskred        | 07   | 22       | 2021–0000 |
| 06.  | Ariagner Smith          | 07   | 20       | 2017–0000 |
| 08.  | Byron Bonilla           | 06   | 33       | 2016–0000 |
| 09.  | Luis Galeano            | 05   | 33       | 2015-0000 |
| 10.  | Rudel Alessandro Calero | 04   | 26       | 2001–2011 |
| 10.  | Samuel Israel Wilson    | 04   | 29       | 2001–2013 |